# ألان غلوفر
ألان غلوفر (بالإنجليزية: Allan Glover)‏ (21 أكتوبر 1950 بستينز في المملكة المتحدة - ) هو لاعب كرة قدم بريطاني في مركز مهاجم داخلي. لعب مع كوينز بارك رينجرز ونادي برينتفورد ونادي ساوثيند يونايتد ونادي ليتون أورينت ووست بروميتش ألبيون وStaines Town F.C. ‏.

## وصلات خارجية
- ألان غلوفر على موقع قاعدة بيانات كرة القدم.إي يو (الإنجليزية)